# Дейманівка (Лубенський район)
Де́йманівка — село в Україні, у Пирятинській міській громаді Лубенського району Полтавської області. Населення становить 644 осіб. Колишній орган місцевого самоврядування — Дейманівська сільська рада.

## Географія
Село Дейманівка лежить на лівому березі річки Удай, вище за течією на відстані 4,5 км розташоване село Високе, нижче за течією на відстані 2 км розташоване село Шкурати, на протилежному березі — села Мала Круча, Велика Круча та Повстин. Річка в цьому місці звивиста, утворює лимани, стариці та заболочені озера.

## Легенда про Дейманівку[джерело?]
Було це дуже давно. Саме тоді, коли в Україні процвітало козацтво. Мужні захисники боронили народ від загарбників, визволяли товаришів із турецького полону. За відвагу і безстрашність у боях безрідного козака Деймана цариця [яка?] нагородила наділом землі. Поїхав він на баскому коні вибирати місце, де заснує рід свій. Не день і не два блукав козарлюга лісами, степами, болотами. Уже і кінь стомивсь, а Дейман ніяк не міг місце нагріти. Якось ніч застала його в непролазних хащах. Куди не поткнеться річка. Вирішив заночувати. А вранці прокинувся серед буйних трав від пташиного щебету, плескоту риби в річці, І так йому добре і затишно стало.
 — Ось тут і буду я жити,— сказав Дейман.
Цю незайману землю з чотирьох сторін оточували дрімучі ліси, немов велетенський змій, кільцем охопила повновода річка. Тут, на березі, побудував першу землянку козак. Привіз собі дружину, запросив товаришів, заснували вони селище. А згодом нащадки Деймана перебрались вище, побудували хати-мазанки і назвали село Дейманівка.

## Історія
Станом на 1885 рік у колишньому державному та власницькому селі Харківецької волості Пирятинського повіту Полтавської губернії мешкало 1599 осіб, налічувалось 264 дворових господарства, існували православна церква, школа, постоялий будинок, 29 вітряних млинів і 5 маслобійних заводів.
За переписом 1897 року кількість мешканців зросла до 1786 осіб (850 чоловічої статі та 936 — жіночої), з яких 1773 — православної віри.
12 червня 2020 року, відповідно до розпорядження Кабінету Міністрів України № 721-р «Про визначення адміністративних центрів та затвердження територій територіальних громад Полтавської області», село увійшло до складу Пирятинської міської громади.
19 липня 2020 року, в результаті адміністративно - територіальної реформи та ліквідації Питятинського району, село увійшло до складу новоутвореного Лубенського району.

## Населення
Згідно з переписом УРСР 1989 року чисельність наявного населення села становила 735 осіб, з яких 332 чоловіки та 403 жінки.
За переписом населення України 2001 року в селі мешкало 637 осіб.

### Мова
Розподіл населення за рідною мовою за даними перепису 2001 року:
| Мова       | Відсоток |
| ---------- | -------- |
| українська | 96,74 %  |
| російська  | 2,95 %   |
| молдовська | 0,31 %   |

## Економіка
- «Пирятинський делікатес», ТОВ.
- ПП «Урожай».

## Об'єкти соціальної сфери
- Школа.

## Природа
Між селами Дейманівка і Шкурати розташований ландшафтний заказник загальнодержавного значення «Дейманівський». Створений згідно з Постановою Ради Міністрів УРСР від 13.02.1989 р. № 53 на площі 622,7 га. На захід від села розташване заповідне урочище «Куквин», на схід від села — Шкуратівський заказник.

## Відомі люди

### Народились
- Сайко Віктор Федорович — фахівець в галузі сільського господарства, директор Українського НДІ землеробства Південного відділення ВАСГНІЛ. Депутат Верховної Ради УРСР 11-го скликання. Доктор сільськогосподарських наук (1987), професор (1991), член-кореспондент ВАСГНІЛ (1988). Академік Української аграрної академії наук (1990). Іноземний член Російської академії наук (з 2014) – установи країни-агресора.